# Kreolské jazyky na bázi portugalštiny

Rozšíření kreolských jazyků na bázi portugalštiny po světě (žlutě)

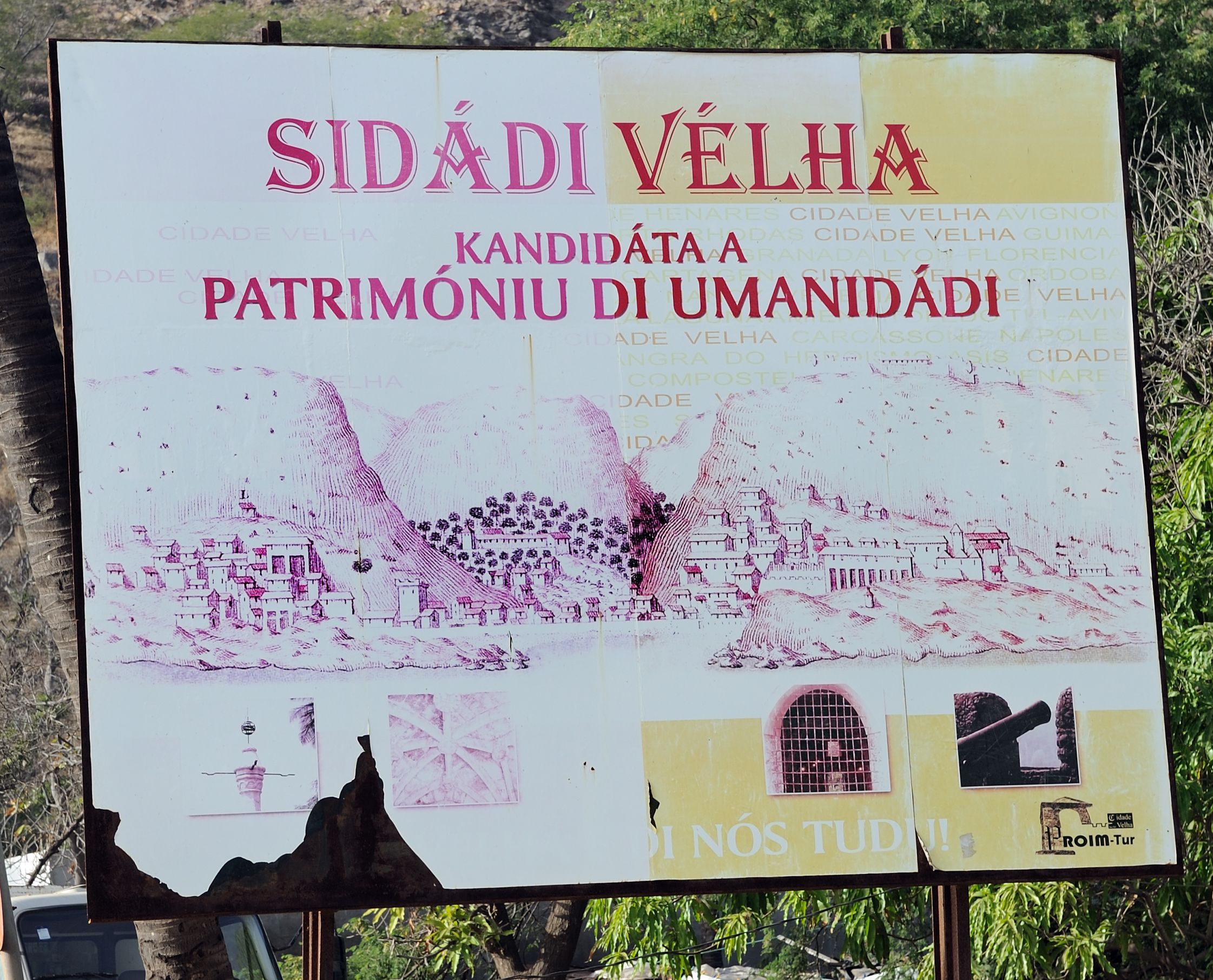
Nápis v kapverdské kreolštině na Kapverdách

Kreolské jazyky na bázi portugalštiny jsou kreolské jazyky odvozené z portugalštiny. Vznikaly z pidžinů na území bývalých kolonií portugalského impéria v Americe, Africe a Asii. Nejpoužívanějšími kreolskými jazyky na bázi portugalštiny jsou kapverdská kreolština a papiamento.

## Seznam kreolských jazyků na bázi portugalštiny
Seznam kreolských jazyků na bázi portugalštiny:
- Kapverdská kreolština, používaná na Kapverdách
- Papiamento, oficiální jazyk na karibských ostrovech Aruba, Bonaire a Curaçao
- Kreolština Guiney-Bissau, používaná v Guiney-Bissau a částečně také v Senegalu
- Angolar, kreolský jazyk silně ovlivněný angolským domorodým jazykem kimbundu. Používá se na ostrově Svatý Tomáš.
- Forro, používá se na ostrově Svatý Tomáš.
- Annobonština, používá se na ostrově Annobón (součást Rovníkové Guiney)
- Kreolština Princova ostrova, používá se na Princově ostrově. Téměř vymřelý jazyk.
- Saramakanština, používaná v Surinamu
- Cafundská kreolština, kreolština ovlivněná bantuskými jazyky používaná v obci Cafundó v Brazílii
- Indo-portugalština, skupina několika málo používaných kreolských jazyků na bázi portugalštiny, používají se na různých místech v Indii, na Srí-Lance a v Bangladéši.
- Macajština, používá se v Macau, ale i v Hongkongu. Podle Ethnologue má už jen 50 rodilých mluvčích.
- Kristang, používá se především v Malajsii, v oblasti Malakky. Má jen okolo 1000 mluvčích.
- Mardijker a papiá tugu, vymřelé kreolské jazyky, používané v oblasti Jakarty na území dnešní Indonésie.
- Portugis, vymřelý kreolský jazyk, používal se v Indonésii
- Bidauská kreolská portugalština, vymřelý kreolský jazyk, používal se v Bidau, což je předměstí Dili na Východním Timoru.